# Gregory Chamitoff
Gregory Chamitoff, född 6 augusti 1962 i Montréal, är en kanadensisk astronaut. Han deltog i Expedition 17 till den internationella rymdstationen. Han sköts upp med STS-124 31 maj 2008 och återvände till jorden med
STS-126 30 november 2008.

## Familjeliv
Bor med sin fru och har två barn.

## Rymdfärder
- [[Expedition 17 upp, Expedition 18 ner från ISS
- [STS-134]] - rymdfärja Endeavour - [